# Marek Solczyński

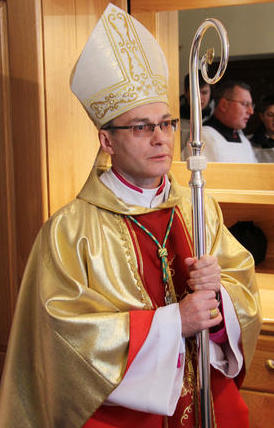
Marek Solczyński

Wappen von Marek Solczyński

Marek Solczyński (* 7. April 1961 in Stawiszyn, Wojewodschaft Großpolen) ist ein polnischer Geistlicher, römisch-katholischer Erzbischof und Diplomat des Heiligen Stuhls.

## Leben
Nach dem Studium der Katholischen Theologie und Philosophie empfing Marek Solczyński am 28. Mai 1987 durch den polnischen Primas, Józef Kardinal Glemp, in der Warschauer Johanneskathedrale das Sakrament der Priesterweihe. Anschließend war er als Kaplan in Józefów tätig.
Von 1990 bis 1992 absolvierte er ein Aufbaustudium an der Päpstlichen Diplomatenakademie und promovierte zum Doktor des Kanonischen Rechts. Am 1. April 1993 trat er in den diplomatischen Dienst des Heiligen Stuhls ein und war anschließend in den Apostolischen Nuntiaturen bzw. Diplomatischen Vertretungen des Heiligen Stuhls in Russland, bei der UNO in New York, in den Vereinigten Staaten, der Türkei, Tschechien und Spanien tätig.
Am 2. Mai 1994 verlieh ihm Papst Johannes Paul II. den Ehrentitel Kaplan Seiner Heiligkeit (Monsignore) und am 30. Juni 2004 den Titel Ehrenprälat Seiner Heiligkeit.
Papst Benedikt XVI. ernannte ihn am 26. November 2011 zum Titularerzbischof von Caesarea in Mauretania und zum Apostolischen Nuntius in Georgien sowie am 15. Dezember desselben Jahres zusätzlich zum Apostolischen Nuntius in Armenien. Die Bischofsweihe spendete ihm  Benedikt XVI. am 6. Januar 2012 im Petersdom; Mitkonsekratoren waren Kardinalstaatssekretär Tarcisio Bertone SDB und Kurienkardinal William Joseph Levada.
Am 25. April 2017 ernannte ihn Papst Franziskus zum Apostolischen Nuntius in Tansania und am 2. Februar 2022 zum Apostolischen Nuntius in der Türkei. Am 14. Februar 2022 wurde er von Papst Franziskus zusätzlich zum Apostolischen Nuntius in Aserbaidschan und am 8. September desselben Jahres zum Apostolischen Nuntius in Turkmenistan ernannt.